# Jegercsik Csaba
Jegercsik Csaba (Zenta, 1977. június 26. –) Farkas–Ratkó-díjas magyar színész.

## Életpályája
Gyerekkorát Csókán töltötte, ahol önálló Petőfi-műsora is volt. Hatéves korától 10 éven át gitározott. Feltűnő muzikalitására és táncművészi adottságaira igen korán felfigyeltek már. 1991-ben 13 éves korában, miután Nagy József látta táncolni a zánkai nyári táborban, Párizsba hívta tanulni, az általa létrehozott mozgásszínházba (Jel Színház). Ám ezzel a nagyszerű lehetőséggel nem tudott élni, ráadásul aztán – táncpartner híján – csak jóval később, számtalan verseny megnyerése után folytathatta ez irányú tanulmányait Budapesten. Bár a tánc vonzotta Magyarországra is, de a szakközépiskolában csak néptánc és balett-tagozat volt, míg ő versenytáncos. 1992–1996 között a szegedi Széchenyi István Gimnázium pedagógia szakos hallgatója volt, majd 1997-ben a Gyógypedagógiai Főiskola gyógypedagógiai asszisztens szakán, C típusú felsőfokú képzettséget szerzett.
1996-ban már a Színház- és Filmművészeti Egyetemet képviselte a – 2011-től Metz-ben, korábban Nancy-ban székelő – nemzetközi Passages színházi fesztiválon osztálytársával, Sándor Dáviddal együtt. A felvételire Galkó Bence – a Szegedi Nemzeti Színház művésze és Galkó Balázs testvére – készítette fel. Másodéves főiskolásként az Attila, Isten kardja című rockopera – melynek rendezője Iglódi István volt – meghallgatásán Bagó Gizella biztatására jelentkezett Zerkón (Attila törpe udvari bolondja) szerepére. A címszerepet Vikidál Gyula játszotta, akinél bár kb. két fejjel magasabb volt, végül nem is kis sikerrel alakította mellette a törpét. A Színház- és Filmművészeti Egyetem operett-musical szakán 2001-ben végzett, Szirtes Tamás osztályában.
Bár Szirtes Tamás is csábította a Madách Színházba, a kiváló ének-, tánctudással és prózai színészi képességekkel egyaránt rendelkező fiatal művész 2001-ben Iglódi Istvánhoz és a Pesti Magyar Színház társulatához szerződött, ahol rendkívül sok műfajban próbálhatja ki magát. Vendégszerepel a Miskolci Nemzeti Színházban és a tatabányai Jászai Mari Színházban.
A dunaújvárosi Bartók Kamaraszínház tagja 2024-ig.

## Díjai, elismerései
- Kosztolányi-díj (1991)
- Erkel Ferenc-díj, ének kategória (1995)
- Főnix díj (2005)
- Agárdy-emléklánc (2007)
- Farkas–Ratkó-díj (2008)
- Művészek Magyarországért díj, Az év színházi mellékszereplője (2009)
- Iglódi István-emlékgyűrű (2014)[5]

### Versenytáncban
- Az Országos verseny második helyezettje (1994)
- A Nemzetközi verseny ötödik helyezettje (1995)

## Színházi szerepei
| \| Szerző \| A darab címe \| Bemutató dátuma \| S z í n h á z \| Játszott szerep \| \| ------------------------------------------------------------------------------------------------------------------------- \| ---------------------------------------- \| --------------- \| -------------------------------------------------------------------- \| -------------------------------------------------------------- \| \| Nemeskürty István \| Atilla – Isten kardja \| 1999 \| Szegedi Szabadtéri Játékok \| Zerkón, a bohóc \| \| Hubay Miklós \| Hová lett a Rózsa lelke ? (Nizsinszki) \| 1999 \| Nemzeti Színház \| A 'Ballerino', némaszereplő, táncos (Serge Lifar) \| \| Boldizsár Miklós, Bródy János \| István, a király \| 2000 \| Nemzeti Színház \| Asztrik főpap \| \| Alan Ayckbourn \| Mese habbal \| 2000 \| Szentendrei Teátrum, Budaörsi Játékszín \| Greg \| \| Maurine Dallas Watkins, Fred Ebb, Bob Fosse \| Chicago \| 2000 \| Színház- és Filmművészeti Egyetem Ódry Színpad \| \| \| Miguel de Cervantes Saavedra, Dale Wasserman \| La Mancha lovagja \| 2000 \| Színház- és Filmművészeti Egyetem Ódry Színpad \| Don Quijote \| \| Ingmar Bergman, Hugh Wheeler \| Egy kis éji zene \| 2001 \| Színház- és Filmművészeti Egyetem Ódry Színpad \| \| \| Miguel de Cervantes Saavedra, Dale Wasserman \| La Mancha lovagja \| 2001 \| Magyar Színház \| Dr. Carrasco (A Herceg) \| \| Nemeskürty István \| Atilla – Isten kardja \| 2001 \| Szegedi Szabadtéri Játékok \| Zerkón \| \| Boldizsár Miklós, Bródy János \| István, a király \| 2001. \| Szegedi Szabadtéri Játékok \| Asztrik \| \| William Shakespeare \| Téli rege \| 2001 \| Magyar Színház \| Kobzos \| \| John-Michael Tebelak \| Godspell \| 2002 \| Magyar Színház \| Patika \| \| Szép Ernő \| Patika \| 2002 \| Magyar Színház \| Provizor \| \| Martos Ferenc \| Lili bárónő \| 2002 \| soproni Petőfi Színház \| Illésházy László gróf \| \| William Shakespeare \| Vízkereszt, vagy amit akartok \| 2002 \| Magyar Színház \| Nemes Keszeg András \| \| Csukás István \| Utazás a szempillám mögött \| 2003 \| Magyar Színház \| Hangya \| \| Martos Ferenc, Bakonyi Károly \| Bob herceg \| 2003 \| Magyar Színház \| Lord Lancaster, gárdakapitány \| \| Edmond Rostand, Tom Jones \| A fantasztikusok \| 2004 \| Magyar Színház Sinkovits Imre Színpad \| Matt \| \| William Shakespeare \| A windsori víg nők \| 2004 \| Magyar Színház \| Fenton \| \| Hector Crémieux, Ludovic Halévy \| Orfeusz az alvilágban \| 2005 \| Magyar Színház \| Merkur \| \| Nick Dear \| Hatalom \| 2005 \| Magyar Színház \| Fülöp, Lajos öccse, a Monsieur \| \| Rejtő Jenő, Salamon Béla, László Miklós, Váradi Eszter Sára \| Látta-e már Budapestet éjjel? \| 2006] \| Magyar Színház \| \| \| Valla Attila, Szikora Róbert, (rajzfilm: Nepp József, Ternovszky Béla) \| Macskafogó \| 2006 \| Magyar Színház \| Billy \| \| Alexandre Dumas, Peter Raby \| A 3 testőr \| 2006 \| Budapest Kongresszusi Központ \| Lakáj; Komédiás \| \| Tamási Áron, Pozsgai Zsolt \| Ábel \| 2007 \| Magyar Színház \| Márkus pap \| \| Martos Ferenc \| Lili bárónő \| 2005 \| Bal Négyes Páholy – Klebelsberg Kuno Kulturális és Művészeti Központ \| Illésházy László gróf \| \| Michael Kunze, Roman Polański, Jim Steinmann \| Vámpírok bálja (musical) \| 2007 \| PS Produkció – Magyar Színház \| Professzor Abronsius \| \| Szigligeti Ede \| Liliomfi \| 2007 \| Magyar Színház \| Swartz Adolf, a pesti fogadós fia \| \| Lars von Trier (film), Guelmino Sándor, Gecsényi Györgyi \| Hullámtörés \| 2008 \| Magyar Színház Sinkovits Imre Színpad \| Jack; Halász; Ápoló \| \| Georges Feydeau \| Fel is út, le is út \| 2008 \| Magyar Színház \| Bouzin \| \| Bertolt Brecht \| A szecsuáni jó ember \| 2009 \| Magyar Színház \| Vang \| \| Füst Milán \| Máli néni \| 2008 \| Magyar Színház \| Horváth úr, egy könyvelő \| \| Guy Bolton, P.G. Woodhouse, Howard Lindsay, Russel Crouse, Cole Porter, Timothy Crouse, John Weidman \| Mi jöhet még?! \| 2008 \| Ferencvárosi Nyári Játékok; Magyar Színház \| Lord Evely Oakleigh, dúsgazdag angol \| \| Anton Pavlovics Csehov \| Cseresznyéskert \| 2009 \| Vörösmarty Színház \| Trofimov, Pjotr Szergejovics, diák \| \| Joseph Kesselring \| Arzén és levendula \| 2010 \| Magyar Színház \| Dr. Einstein \| \| Molnár Ferenc \| Liliom \| 2010 \| Pesti Magyar Színház \| Hugó \| \| Federico Fellini (filmforgatókönyv), Neil Simon, Ennio Flaiano, Tullio Pinelli, Zöldi Gergely, Cy Coleman, Dorothy Fields \| Sweet Charity \| 2010 \| Pesti Magyar Színház \| Oscar Lindquist \| \| Füst Milán \| A feleségem története \| 2010 \| Pesti Magyar Színház \| Tannenbaum \| \| Alexandre Dumas, Kiss Csaba \| A kaméliás hölgy \| 2010 \| Magyar Színház \| Jeanot \| \| Georges Feydeau \| Osztrigás Mici \| 2011 \| Magyar Színház \| Chanteau, abbé \| \| Szép Ernő \| Lila ákác \| 2010 \| Pesti Magyar Színház \| Minusz; Józsi \| \| Mark Twain \| Tom Sawyer és Huckleberry Finn kalandjai \| 2012 \| Pest Magyar Színház \| Finn, csavargó, Huck apja; Király, hajdani komédiás, szélhámos \| \| \| I love musical \| 2012 \| Budaörsi Játékszín \| \| \| Gyárfás Miklós \| Tanulmány a nőkről \| 2012 \| Budaörsi Játékszín \| Balogh Sándor \| \| Lázár Ervin \| A kisfiú meg az oroszlánok \| 2012 \| Pesti Magyar Színház \| Apa, Peti apukája \| \| Janikovszky Éva, Szabó Borbála \| Égigérő fű \| 2013 \| Pesti Magyar Színház \| A fiatalok \| \| Kosztolányi Dezső, Réczei Tamás \| Nero, a véres költő \| 2013 \| Magyar Színház \| Simon mágus; Phaon \| \| Martos Ferenc \| Lili bárónő \| 2013 \| Miskolci Nemzeti Színház \| Frédi \| \| Miguel de Cervantes, Dale Wasserman \| La Mancha lovagja \| 2013 \| Jászai Mari Színház, Népház \| Don Quijote (Cervantes) \| \| Federico García Lorca \| Vérnász \| 2013 \| Magyar Színház Sinkovits Imre Színpad \| Vőlegény \| \| Ivanyos Ambrus[m 2] \| Vonalhúzás \| 2014 \| Magyar Színház Sinkovits Imre Színpad \| Barát \| \| Jeney Zoltán \| Rév Fülöp \| 2014 \| Magyar Színház \| Monosz \| \| William Shakespeare, Kállay Géza \| Macbeth \| 2014 \| Magyar Színház \| Banquo, skót thán, Macbeth parancsnoktársa a skót hadseregben \| \| Astrid Lindgren, Tótfalusi István \| Harisnyás Pippi \| 2015 \| Magyar Színház \| Rendőr; Rabló; Matróz \| \| Arnold Wesker, Lőrinczy Attila \| A konyha \| 2015 \| Magyar Színház \| Magi \| |                                          |                 |                                                                      |                                                                |
| Szerző | A darab címe                             | Bemutató dátuma | S z í n h á z                                                        | Játszott szerep                                                |
| Nemeskürty István | Atilla – Isten kardja                    | 1999            | Szegedi Szabadtéri Játékok                                           | Zerkón, a bohóc                                                |
| Hubay Miklós | Hová lett a Rózsa lelke ? (Nizsinszki)   | 1999            | Nemzeti Színház                                                      | A 'Ballerino', némaszereplő, táncos (Serge Lifar)              |
| Boldizsár Miklós, Bródy János | István, a király                         | 2000            | Nemzeti Színház                                                      | Asztrik főpap                                                  |
| Alan Ayckbourn | Mese habbal                              | 2000            | Szentendrei Teátrum, Budaörsi Játékszín                              | Greg                                                           |
| Maurine Dallas Watkins, Fred Ebb, Bob Fosse | Chicago                                  | 2000            | Színház- és Filmművészeti Egyetem Ódry Színpad                       |                                                                |
| Miguel de Cervantes Saavedra, Dale Wasserman | La Mancha lovagja                        | 2000            | Színház- és Filmművészeti Egyetem Ódry Színpad                       | Don Quijote                                                    |
| Ingmar Bergman, Hugh Wheeler | Egy kis éji zene                         | 2001            | Színház- és Filmművészeti Egyetem Ódry Színpad                       |                                                                |
| Miguel de Cervantes Saavedra, Dale Wasserman | La Mancha lovagja                        | 2001            | Magyar Színház                                                       | Dr. Carrasco (A Herceg)                                        |
| Nemeskürty István | Atilla – Isten kardja                    | 2001            | Szegedi Szabadtéri Játékok                                           | Zerkón                                                         |
| Boldizsár Miklós, Bródy János | István, a király                         | 2001.           | Szegedi Szabadtéri Játékok                                           | Asztrik                                                        |
| William Shakespeare | Téli rege                                | 2001            | Magyar Színház                                                       | Kobzos                                                         |
| John-Michael Tebelak | Godspell                                 | 2002            | Magyar Színház                                                       | Patika                                                         |
| Szép Ernő | Patika                                   | 2002            | Magyar Színház                                                       | Provizor                                                       |
| Martos Ferenc | Lili bárónő                              | 2002            | soproni Petőfi Színház                                               | Illésházy László gróf                                          |
| William Shakespeare | Vízkereszt, vagy amit akartok            | 2002            | Magyar Színház                                                       | Nemes Keszeg András                                            |
| Csukás István | Utazás a szempillám mögött               | 2003            | Magyar Színház                                                       | Hangya                                                         |
| Martos Ferenc, Bakonyi Károly | Bob herceg                               | 2003            | Magyar Színház                                                       | Lord Lancaster, gárdakapitány                                  |
| Edmond Rostand, Tom Jones | A fantasztikusok                         | 2004            | Magyar Színház Sinkovits Imre Színpad                                | Matt                                                           |
| William Shakespeare | A windsori víg nők                       | 2004            | Magyar Színház                                                       | Fenton                                                         |
| Hector Crémieux, Ludovic Halévy | Orfeusz az alvilágban                    | 2005            | Magyar Színház                                                       | Merkur                                                         |
| Nick Dear | Hatalom                                  | 2005            | Magyar Színház                                                       | Fülöp, Lajos öccse, a Monsieur                                 |
| Rejtő Jenő, Salamon Béla, László Miklós, Váradi Eszter Sára | Látta-e már Budapestet éjjel?            | 2006]           | Magyar Színház                                                       |                                                                |
| Valla Attila, Szikora Róbert, (rajzfilm: Nepp József, Ternovszky Béla) | Macskafogó                               | 2006            | Magyar Színház                                                       | Billy                                                          |
| Alexandre Dumas, Peter Raby | A 3 testőr                               | 2006            | Budapest Kongresszusi Központ                                        | Lakáj; Komédiás                                                |
| Tamási Áron, Pozsgai Zsolt | Ábel                                     | 2007            | Magyar Színház                                                       | Márkus pap                                                     |
| Martos Ferenc | Lili bárónő                              | 2005            | Bal Négyes Páholy – Klebelsberg Kuno Kulturális és Művészeti Központ | Illésházy László gróf                                          |
| Michael Kunze, Roman Polański, Jim Steinmann | Vámpírok bálja (musical)                 | 2007            | PS Produkció – Magyar Színház                                        | Professzor Abronsius                                           |
| Szigligeti Ede | Liliomfi                                 | 2007            | Magyar Színház                                                       | Swartz Adolf, a pesti fogadós fia                              |
| Lars von Trier (film), Guelmino Sándor, Gecsényi Györgyi | Hullámtörés                              | 2008            | Magyar Színház Sinkovits Imre Színpad                                | Jack; Halász; Ápoló                                            |
| Georges Feydeau | Fel is út, le is út                      | 2008            | Magyar Színház                                                       | Bouzin                                                         |
| Bertolt Brecht | A szecsuáni jó ember                     | 2009            | Magyar Színház                                                       | Vang                                                           |
| Füst Milán | Máli néni                                | 2008            | Magyar Színház                                                       | Horváth úr, egy könyvelő                                       |
| Guy Bolton, P.G. Woodhouse, Howard Lindsay, Russel Crouse, Cole Porter, Timothy Crouse, John Weidman | Mi jöhet még?!                           | 2008            | Ferencvárosi Nyári Játékok; Magyar Színház                           | Lord Evely Oakleigh, dúsgazdag angol                           |
| Anton Pavlovics Csehov | Cseresznyéskert                          | 2009            | Vörösmarty Színház                                                   | Trofimov, Pjotr Szergejovics, diák                             |
| Joseph Kesselring | Arzén és levendula                       | 2010            | Magyar Színház                                                       | Dr. Einstein                                                   |
| Molnár Ferenc | Liliom                                   | 2010            | Pesti Magyar Színház                                                 | Hugó                                                           |
| Federico Fellini (filmforgatókönyv), Neil Simon, Ennio Flaiano, Tullio Pinelli, Zöldi Gergely, Cy Coleman, Dorothy Fields | Sweet Charity                            | 2010            | Pesti Magyar Színház                                                 | Oscar Lindquist                                                |
| Füst Milán | A feleségem története                    | 2010            | Pesti Magyar Színház                                                 | Tannenbaum                                                     |
| Alexandre Dumas, Kiss Csaba | A kaméliás hölgy                         | 2010            | Magyar Színház                                                       | Jeanot                                                         |
| Georges Feydeau | Osztrigás Mici                           | 2011            | Magyar Színház                                                       | Chanteau, abbé                                                 |
| Szép Ernő | Lila ákác                                | 2010            | Pesti Magyar Színház                                                 | Minusz; Józsi                                                  |
| Mark Twain | Tom Sawyer és Huckleberry Finn kalandjai | 2012            | Pest Magyar Színház                                                  | Finn, csavargó, Huck apja; Király, hajdani komédiás, szélhámos |
| | I love musical                           | 2012            | Budaörsi Játékszín                                                   |                                                                |
| Gyárfás Miklós | Tanulmány a nőkről                       | 2012            | Budaörsi Játékszín                                                   | Balogh Sándor                                                  |
| Lázár Ervin | A kisfiú meg az oroszlánok               | 2012            | Pesti Magyar Színház                                                 | Apa, Peti apukája                                              |
| Janikovszky Éva, Szabó Borbála | Égigérő fű                               | 2013            | Pesti Magyar Színház                                                 | A fiatalok                                                     |
| Kosztolányi Dezső, Réczei Tamás | Nero, a véres költő                      | 2013            | Magyar Színház                                                       | Simon mágus; Phaon                                             |
| Martos Ferenc | Lili bárónő                              | 2013            | Miskolci Nemzeti Színház                                             | Frédi                                                          |
| Miguel de Cervantes, Dale Wasserman | La Mancha lovagja                        | 2013            | Jászai Mari Színház, Népház                                          | Don Quijote (Cervantes)                                        |
| Federico García Lorca | Vérnász                                  | 2013            | Magyar Színház Sinkovits Imre Színpad                                | Vőlegény                                                       |
| Ivanyos Ambrus | Vonalhúzás                               | 2014            | Magyar Színház Sinkovits Imre Színpad                                | Barát                                                          |
| Jeney Zoltán | Rév Fülöp                                | 2014            | Magyar Színház                                                       | Monosz                                                         |
| William Shakespeare, Kállay Géza | Macbeth                                  | 2014            | Magyar Színház                                                       | Banquo, skót thán, Macbeth parancsnoktársa a skót hadseregben  |
| Astrid Lindgren, Tótfalusi István | Harisnyás Pippi                          | 2015            | Magyar Színház                                                       | Rendőr; Rabló; Matróz                                          |
| Arnold Wesker, Lőrinczy Attila | A konyha                                 | 2015            | Magyar Színház                                                       | Magi                                                           |

### Jelenleg játszott szerepei

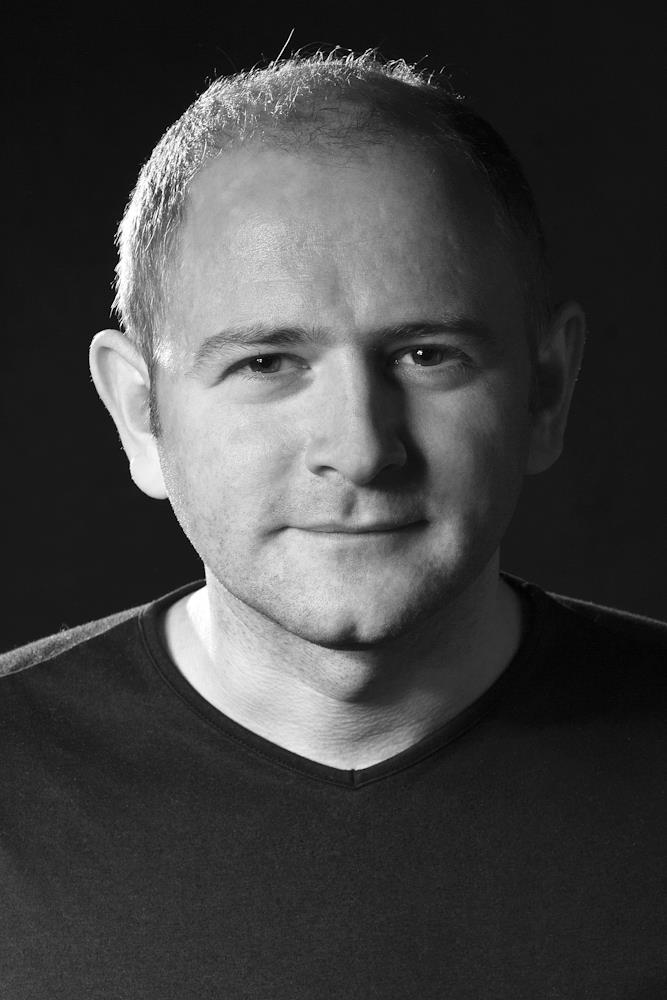
2012-ben (P. Szabó István portréja)

Az utolsó módosítás ebben a szakaszban:  2016. december 22., 03:34 (CET)
- Astrid Lindgren, Tótfalusi István: Harisnyás Pippi – RENDŐR, RABLÓ, MATRÓZ (Pesti Magyar Színház)
- Roman Polański: Vámpírok bálja – Professzor Abronsius (PS Produkció, Pesti Magyar Színház)
- Erich Kästner: A két Lotti – Ludwig Pálfy, Luise édesapja (Budaörsi Latinovits)[10]
- Háy János: Rák Jóska, dán királyfi – Macska Jancsi, volt tsz-elnökhelyettes, jelenleg vállalkozó (Bartók Kamaraszínház és Művészetek Háza)[11]

## Televíziós szerepei
- 2024, Gólkirályság – televíziós sorozat
- 2022, A mi kis falunk – televíziós sorozat
- 2021, Doktor Balaton – televíziós sorozat
- 2020, Mintaapák – televíziós sorozat
- 2017, Tóth János – televíziós sorozat
- Fa leszek, ha fának vagy virága... – Nóták Petőfi Sándor verseire
- 2007, Húzzátok, cigányok! – Szilveszteri nótaszó[12]

## Szinkronszerepei
- Volt egyszer egy stúdió: Tücsök Tihamér (Cliff Edwards) (archív felvétel)